# Nicolás de Jesús López Rodriguez
Nicolás de Jesús López Rodriguez (ur. 31 października 1936 w Barranca) – dominikański duchowny rzymskokatolicki, doktor nauk społecznych, biskup diecezjalny San Francisco de Macorís w latach 1978–1981, rektor Uniwersytetu w San Francisco de Macorís w latach 1979–1984, arcybiskup metropolita Santo Domingo i prymas Ameryki w latach 1981–2016, biskup polowy Dominikany w latach 1982–2017, przewodniczący Konferencji Episkopatu Dominikany w latach 1984–2002 (oraz 2009–2014), przewodniczący Rady Episkopatów Latynoamerykańskich (CELAM) w latach 1991–1995, kardynał prezbiter od 1991, od 2016 arcybiskup senior archidiecezji Santo Domingo.

## Życiorys
Studiował w Seminarium Św. Tomasza z Akwinu w Santo Domingo, 18 marca 1961 w La Vega otrzymał święcenia kapłańskie. Uzupełniał studia w Rzymie, m.in. na Papieskim Uniwersytecie Gregoriańskim i na Papieskim Uniwersytecie Św. Tomasza z Akwinu (Athenaeum Angelicum, obronił doktorat z nauk społecznych). W latach 60. na przemian pracował jako duszpasterz w diecezji La Vega lub przebywał w Rzymie na studiach uzupełniających. W diecezji zajmował się głównie duszpasterstwem młodzieży i rodzin, pełnił funkcję prowikariusza i wikariusza generalnego La Vega.
W styczniu 1978 mianowany biskupem San Francisco de Macorís, sakrę biskupią przyjął 25 lutego 1978 z rąk arcybiskupa Santo Domingo kardynała Octavio Berasa Rojasa. W latach 1979–1984 był rektorem uniwersytetu w San Francisco de Macorís. 15 listopada 1981 zastąpił kardynała Berasa Rojasa na stolicy arcybiskupiej i prymasowskiej Santo Domingo, a w kwietniu 1982 także na funkcji ordynariusza wojskowego Dominikany. Nosi tytuł wielkiego kanclerza Katolickiego Uniwersytetu w Santo Domingo.
Brał udział w wielu sesjach Światowego Synodu Biskupów w Watykanie, m.in. w sesji specjalnej poświęconej Kościołowi w Ameryce w listopadzie i grudniu 1997. W kwietniu 1991 został wybrany na przewodniczącego Rady Episkopatów Latynoamerykańskich CELAM i pełnił funkcję prezydenta IV konferencji generalnej Episkopatów Latynoamerykańskich w Santo Domingo w październiku 1992. W czerwcu 1991 Jan Paweł II wyniósł go do godności kardynalskiej, nadając tytuł prezbitera S. Pio X alla Balduina.
Kardynał López Rodriguez reprezentował Jana Pawła II na uroczystościach religijnych w charakterze legata lub specjalnego wysłannika, m.in. na Międzynarodowym Kongresie Eucharystycznym w Sewilli (czerwiec 1993) i na IV Narodowym Kongresie Maryjnym Ekwadoru w Loja (sierpień 1994). Był wymieniany w gronie papabili – potencjalnych następców papieża Jana Pawła II na konklawe 2005.
W 2006 został odznaczony Krzyżem Wielkim Orderu Słońca Peru.
Brał udział w konklawe 2013, które wybrało papieża Franciszka. 31 października 2016 ukończył 80 lat, tracąc prawo do udziału w przyszłych konklawe.